# Anouar Ennali
Anouar Ennali (Amsterdam, 19 januari 1994) is een Nederlands voormalig acteur. Hij maakte zijn debuut met een hoofdrol in de tv-serie Lijn 32 (2010), gevolgd door zijn rol in Snackbar (2011) en Uitgesproken (2013). In 2014 was hij te zien in de Carry Sleefilm Pijnstillers. Ennali speelde hierna nog vele andere rollen en ontwikkelde zich ook als theatermaker.
Na gestopt te zijn met acteren is Ennali in 2022 gestart als coach. In zijn praktijk is Ennali ook actief als sociaal en cultureel ondernemer.

## Filmografie
- 2020 De rol van Duncan/Regi (tweeling) in de korte film De Dagen Samen, regie: Jan Kooijman
- 2020 De rol van Sam in de NPO-serie Hitte van Martijn Winkler
- 2020 Verschillende rollen in de tv-serie Nieuw Zeer van Niek Barendsen
- 2019 De rol van Fariq in de korte film van Christian Van Duren
- 2017 De rol van Faizal in de korte film van Jochem De Vries
- 2016 De rol van Hicham Sekkaki in de tv-serie Flikken Rotterdam van Jan Harm Dekker en Rolf Koot
- 2015 De rol van Rafi in de tv-serie 4JIM, regie: Giancarlo Sanchez en Joost Reijmers
- 2014 De rol van Said in de bioscoopfilm Pijnstillers van Carry Slee (geregisseerd door Tessa Schram)
- 2013 De rol van Soufian in Uitgesproken, film van Dyzlo en Lazlo Tonk
- 2013 Nederlandse Filmacademie Broeders
- 2013 Anne Frankproject voor in het Anne Frankmuseum
- 2013 NTR: tv-serie Rondje Nederland, regie: Martin Hamilton
- 2012 Documentairefilm van Catherine van Kampen
- 2011 Korte film Broeders, regie: Rolf van Eijk
- 2011 De rol van Rashid in de bioscoopfilm Snackbar, regie: Meral Uslu
- 2010 De rol van Omar Amezian in de tv-serie Lijn 32, regie: Maarten Treurniet

## Opleiding
- Amsterdamse Hogeschool van de Kunsten (theatermaker)
- Toneelacademie Maastricht (acteur)
- Acteerseminars Mimoun Oaïssa
- Zangles van Marlon Hoefdraad bij Studio West in Amsterdam